# Барбадосско-мексиканские отношения
Барбадосско-мексиканские отношения — двусторонние дипломатические отношения между Барбадосом и Мексикой. Страны являются членами Организации американских государств, Ассоциации карибских государств и Организации Объединённых Наций (ООН).

## История
Государства установили дипломатические отношения 11 сентября 1972 года. Контакты между странами проявляются в основном на многосторонних форумах. В январе 1984 года Мексика открыла почетное консульство в Бриджтауне. В мае 2002 года премьер-министр Барбадоса Оуэн Артур посетил Мексику, чтобы принять участие в саммите Монтеррейского консенсуса, который проходил в городе Монтеррей. В июне 2002 года министр иностранных дел Мексики Хорхе Кастанеда Гутман посетил Барбадос, чтобы принять участие в 32-м заседании Генеральной ассамблеи Организации американских государств, проходившей в Бриджтауне.
В феврале 2010 года премьер-министр Барбадоса Дэвид Томпсон посетил Канкун для участия в саммите Мексики и Карибского сообщества (КАРИКОМ). В мае 2012 года президент Мексики Фелипе Кальдерон посетил Барбадос для участия в саммите Карибского сообщества в Бриджтауне.
В июне 2014 года почётный консул Мексики на Барбадосе сэр Тревор Кармайкл был награжден высшей наградой для иностранцев — Орденом Ацтекского орла от министра иностранных дел Мексики Хосе Антонио Мида. Награждён за выдающуюся роль в работе по продвижению развития бизнеса, культуры и туризма между странами, а также за высокий уровень консульского сотрудничества. Каждый год правительство Мексики предлагает стипендии гражданам Барбадоса для обучения в аспирантуре в высших учебных заведениях страны.

## Двусторонние соглашения
Между странами подписано несколько двусторонних соглашений, таких как: Соглашение о научно-техническом сотрудничестве (1995 год) и Соглашение об избежании двойного налогообложения и предотвращении уклонения от уплаты налогов в вопросах подоходного налога (2008 год).

## Торговля
В 2018 году объём товарооборота между государствами составил сумму 12 миллионов долларов США. Экспорт Барбадоса в Мексику: разветвители и переходники, бумага, вулканизированная резина и электрические трансформаторы. Экспорт Мексики на Барбадос: холодильники и морозильники, экраны и проекторы, стиральные и сушильные машины, телефоны и мобильные телефоны, печи. С 1999 по 2017 год прямые инвестиции Барбадоса в Мексику составили сумму 76 миллионов долларов США. В Мексике представлены 35 барбадосских компаний. Мексиканская транснациональная компания «Cemex» работает на Барбадосе.

## Дипломатические представительства
- Интересы Барбадоса в Мексике представлены через посольство в Вашингтоне (Соединённые Штаты Америки).
- Интересы Мексики на Барбадосе представлены через посольство в Порт-оф-Спейне (Тринидад и Тобаго), а также через почётное консульство в Бриджтауне[10].